# VV Oldenzaal in het seizoen 1961/62
Het seizoen 1961/1962 was het zevende jaar in het bestaan van de Oldenzaalse betaaldvoetbalclub Oldenzaal. De club kwam uit in de Tweede divisie en eindigde daarin op de 11e plaats. In de reguliere competitie eindigde het team op een gedeelde negende plaats met N.E.C. en De Graafschap, omdat de elfde plaats degradatie naar de amateurs betekende werd er onderling een halve competitie afgewerkt om de negende, 10e en 11e plaats te bepalen. Na het seizoen bleek dat de elfde plaats, na een aantal fusies, toch geen degradatie betekende. Tevens deed de club mee aan het toernooi om de KNVB beker, hierin werd de club in de eerste ronde uitgeschakeld door Tubantia (1–3).

## Wedstrijdstatistieken

### Tweede divisie
|       | Baronie | EDO   | De Graafschap | Helmondia '55 | LONGA | N.E.C. | PEC   | RCH   | Roda Sport | Tubantia | UVS   | Velox | Zwartemeer | Zwolsche Boys |
| ----- | ------- | ----- | ------------- | ------------- | ----- | ------ | ----- | ----- | ---------- | -------- | ----- | ----- | ---------- | ------------- |
| Thuis | 0 – 2   | 0 – 2 | 1 – 1         | 0 – 1         | 1 – 1 | 2 – 0  | 2 – 1 | 1 – 0 | 0 – 3      | 1 – 3    | 2 – 1 | 3 – 2 | 2 – 0      | 2 – 1         |
| Uit   | 5 – 2   | 0 – 0 | 1 – 0         | 1 – 1         | 2 – 3 | 2 – 1  | 1 – 0 | 0 – 0 | 4 – 1      | 1 – 3    | 3 – 0 | 0 – 0 | 1 – 2      | 1 – 0         |

### Beslissingswedstrijd om de 9e, 10e en 11e plaats
| Beslissingswedstrijd 1                                                                         | Oldenzaal                                       | 3 – 1 (1 – 0) | De Graafschap    |
| 27 mei 1962 Plaats: Oldenzaal Het Heuveltje Toeschouwers: 6.000 Scheidsrechter: Lau van Ravens | Henk Kalsbeek 65', 89' Peter Hoomans 83' (pen.) |               | 85' Joop Willems |
| Beslissingswedstrijd 2                                                                         | N.E.C.                                          | 1 – 0 (1 – 0) | Oldenzaal        |
| 31 mei 1962 Plaats: Nijmegen Goffertstadion Toeschouwers: 12.000                               | Tini van Reeken 3'                              |               |                  |

### KNVB beker
| 1e ronde                                        | Oldenzaal         | 1 – 3 (0 – 2) | Tubantia                                                 |
| 21 oktober 1961 Plaats: Oldenzaal Het Heuveltje | Johan Beuvink 89' |               | 11' Frans Olde Riekerink 17' Klaas Snip 81' Willy Roters |

## Statistieken Oldenzaal 1961/1962

### Eindstand Oldenzaal in de Nederlandse Tweede divisie 1961 / 1962
| Stand | Gespeeld | Gewonnen | Gelijk | Verloren | Punten | Doelpunten voor | Doelpunten tegen |
| ----- | -------- | -------- | ------ | -------- | ------ | --------------- | ---------------- |
| 11e   | 28       | 10       | 6      | 12       | 26     | 30              | 41               |

### Topscorers
| #      | Naam              | Goal |
| ------ | ----------------- | ---- |
| 1.     | Peter Hoomans     | 8    |
| 2.     | Bennie Stuvenfolt | 7    |
| 3.     | Henk Kalsbeek     | 4    |
| 4.     | Hennie Koopman    | 3    |
| 5.     | Johan Beuvink     | 2    |
| 5.     | Gerrit Kuiper     | 2    |
| 5.     | Gerrit Plas       | 2    |
| 5.     | Herman Schouwink  | 2    |
| Totaal | Totaal            | 30   |

| #      | Naam          | Goal |
| ------ | ------------- | ---- |
| 1.     | Henk Kalsbeek | 2    |
| 2.     | Peter Hoomans | 1    |
| Totaal | Totaal        | 3    |

| #      | Naam          | Goal |
| ------ | ------------- | ---- |
| 1.     | Johan Beuvink |      |
| Totaal | Totaal        | 1    |

## Voetnoten
Baronie · EDO · De Graafschap · Helmondia '55 · LONGA · N.E.C. · Oldenzaal · PEC · RCH · Roda Sport · Tubantia · UVS · Velox · Zwartemeer · Zwolsche Boys